# Алгоритм Едмондса — Карпа
Алгоритм Едмондса — Карпа розв'язує задачу знаходження максимального потоку в транспортній мережі. Алгоритм являє собою окремий випадок методу Форда-Фалкерсона і працює за час {\displaystyle O(|V||E|^{2})}. Вперше був опублікований в 1970 році радянським вченим Ю. А. Деніцом. Пізніше, в 1972 році, був незалежно відкритий Едмондсом і Карпом. Алгоритм Дініца подає додаткові підходи для зменшення часу до {\displaystyle O(|V|^{2}|E|)}.

## Алгоритм
Алгоритм Едмондса-Карпа — це варіант алгоритму Форда-Фалкерсона, при якому на кожному кроці вибирають найкоротший доповнювальний шлях з {\displaystyle s} в {\displaystyle t} залишкової мережі (вважаючи, що кожне ребро має одиничну довжину). Найкоротший шлях знаходимо пошуком в ширину.

### Опис
- Обнуляємо всі потоки. Залишкова мережа спочатку збігається з початковою мережею.
- У залишковій мережі знаходимо найкоротший шлях з джерела в стік. Якщо такого шляху немає, зупиняємося.
- Пускаємо через знайдений шлях (він називається збільшувальним шляхом або збільшувальним ланцюгом) максимально можливий потік:
  - На знайденому шляху в залишковій мережі шукаємо ребро з мінімальною пропускною здатністю {\displaystyle c_{\min }}
  - Для кожного ребра на знайденому шляху збільшуємо потік на {\displaystyle c_{\min }} , а в протилежному йому — зменшуємо на {\displaystyle c_{\min }}
  - Модифікуємо залишкову мережу. Для всіх ребер на знайденому шляху, а також для протилежних їм ребер, обчислюємо нову пропускну здатність. Якщо вона стала ненульовою, додаємо ребро до залишкової мережі, а якщо обнулилась, стираємо його.
- Повертаємося на крок 2.

Щоб знайти найкоротший шлях в графі, використовуємо пошук в ширину:
- Створюємо чергу вершин О. Спочатку О складається з єдиної вершини s.
- Відмічаємо вершину s як відвідану, без предка, а всі інші як невідвідані.
- Поки черга непорожня, виконуємо наступні кроки:
  - Видаляємо першу в черзі вершину u.
  - Для всіх ребер (u, v), що виходять з вершини u, таких що вершина v ще не відвідана, виконуємо наступні кроки:
    - Відзначаємо вершину v як відвідану, з предком u.
    - Додаємо вершину v в кінець черги.
    - Якщо v=t, виходимо з обох циклів: ми знайшли найкоротший шлях.
- Якщо чергу порожня, повертаємо відповідь, що шляху немає взагалі і зупиняємося.
- Якщо ні, йдемо від t до s, щоразу переходячи до предка. Повертаємо шлях у зворотному порядку.

## Псевдокод
```
algorithm
 EdmondsKarp
    
input
:
        C[1..n, 1..n] 
(Ємність матриці)

        E[1..n, 1..?] 
(Сусідні листи)

        s             
(Джерело)

        t             
(Стік)

    
output
:
        f             
(Значення максимальної витрати)

        F             
(Матриця дає правової потік з максимальним значенням)

    f := 0 
(Початковий потік дорівнює нулю)

    F := 
array
(1..n, 1..n) 
(Залишкова ємність від u до v це C[u,v] - F[u,v])

    
forever

        m, P := BreadthFirstSearch(C, E, s, t, F)
        
if
 m = 0
            
break

        f := f + m
        
(Поверніться до пошуку, і записати потік)

        v := t
        
while
 v ≠ s
            u := P[v]
            F[u,v] := F[u,v] + m
            F[v,u] := F[v,u] - m
            v := u
    
return
 (f, F)
```

```
algorithm
 BreadthFirstSearch
    
input
:
        C, E, s, t, F
    
output
:
        M[t]          
(Знайшли ємність шляху)

        P             
(Батьківська таблиця)

    P := 
array
(1..n)
    
for
 u 
in
 1..n
        P[u] := -1
    P[s] := -2 
(Переконайтеся, що джерело не виявлено)

    M := 
array
(1..n) 
(Потужність знайденого шляху до вузла)

    M[s] := ∞
    Q := queue()
    Q.offer(s)
    
while
 Q.size() > 0
        u := Q.poll()
        
for
 v 
in
 E[u]
            
(Якщо є вільна ємність та v не зустрічався у пошуку)

            
if
 C[u,v] - F[u,v] > 0 
and
 P[v] = -1
                P[v] := u
                M[v] := min(M[u], C[u,v] - F[u,v])
                
if
 v ≠ t
                    Q.offer(v)
                
else

                    
return
 M[t], P
    
return
 0, P
```

псевдо код Едмондса-Карпа з використанням суміжних вузлів.
```
algorithm
 EdmondsKarp
    
input
:
        graph 
(Графік списку суміжності вузлів з продуктивністю, потік, зворотній і напрямлений)

        s             
(Джерело)

        t             
(Стік)

    
output
:
        flow             
(Максимальне значення потоку)

    flow := 0 
(Початковий потік дорівнює нулю)

    q := 
array
(1..n) 
(Ініціалізація q, як графу довжину)

    
while
 true
        qt := 0		
(Змінна для проходу по всіх відповідним ребрам)

        q[qt++] := s    
(Ініціалізація початкового масиву)

        pred := 
array
(q.length)    
(Ініціалізація попереднього списку з графом довжини)

        
for
 qh=0;qh < qt && pred[t] == null
            cur := q[qh]
            for (graph[cur]) 
(Прохід по всім ребрам)

                 Edge[] e :=  graph[cur]  
(Кожне ребро має бути пов'язане з ємністю)

                 if pred[e.t] == null && e.cap > e.f
                    pred[e.t] := e
                    q[qt++] : = e.t
        if pred[t] == null
            break
        int df := MAX VALUE 
(Ініціалізація до максимального значення)

        for u = t; u != s; u = pred[u].s
            df := min(df, pred[u].cap - pred[u].f)
        for u = t; u != s; u = pred[u].s
            pred[u].f  := pred[u].f + df
            pEdge := 
array
(PredEdge)
            pEdge := graph[pred[u].t]
            pEdge[pred[u].rev].f := pEdge[pred[u].rev].f - df;
        flow := flow + df
    
return
 flow
```

## Складність
У процесі роботи алгоритм Едмондса — Карпа буде знаходити кожен доповнюючий шлях за час {\displaystyle O(E)}. Нижче ми доведемо, що загальне число збільшень потоку, що виконується даним алгоритмом, становить {\displaystyle O(VE)}. Таким чином, складність алгоритму Едмондса — Карпа дорівнює {\displaystyle O(VE^{2})}.

### Доведення
Назвемо відстанню від вершини {\displaystyle x} до вершини {\displaystyle y} довжину найкоротшого шляху від {\displaystyle x} до {\displaystyle y} в залишковій мережі. Якщо такого шляху немає, будемо вважати відстань нескінченною. Будемо говорити, що {\displaystyle y} наблизився до {\displaystyle x} (віддалився від {\displaystyle x}), якщо відстань від {\displaystyle x} до {\displaystyle y} зменшилася (збільшилася). Будемо говорити, що {\displaystyle y} ближче до {\displaystyle x} (далі від {\displaystyle x}), ніж {\displaystyle z}, якщо відстань від {\displaystyle x} до {\displaystyle y} менше (більше), ніж відстань від {\displaystyle x} до {\displaystyle z}.

### Лема
У ході роботи алгоритму жодна вершина ніколи не наближається до початку.
Доказ. Нехай це не так, тоді при деякому збільшенні потоку деякі вершини наблизилися до джерела. Назвемо їх неправильними. Виберемо ту з неправильних вершин, яка після збільшення потоку виявилася ближче всіх до джерела (якщо таких більше однієї, то будь-яку з них). Позначимо вибрану вершину через v. Розглянемо найкоротший шлях від s до v. Позначимо передостанню вершину на цьому шляху через u, таким чином, шлях має вигляд s -…- uv. Оскільки u ближче до s, ніж v, а v — найближча до s з неправильних вершин, u — вершина правильна. Позначивши відстані від s до u і v до і після збільшення потоку відповідно через {\displaystyle d_{u}\ }, {\displaystyle d_{u}^{'}}, {\displaystyle d_{v}\ }, {\displaystyle d_{v}^{'}}, маємо:
{\displaystyle d_{v}^{'}<d_{v}}
{\displaystyle d_{u}^{'}\geq d_{u}}
{\displaystyle d_{v}^{'}=d_{u}^{'}+1}
,звідки
{\displaystyle d_{v}\geq d_{u}+2}
Отже, до збільшення потоку ребро (u, v) було відсутнім в залишковій мережі. Щоб воно з'явилося, збільшуваний шлях повинен був містити ребро (v, u). Але в алгоритмі Едмондса — Карпа збільшуємий шлях завжди найкоротший, отже,
{\displaystyle d_{v}=d_{u}+1}
, що суперечить попередній нерівності. Значить, наше припущення було невірним. Лема доведена.
Назвемо критичним те з ребер збільшуючого шляху, у якого залишкова пропускна здатність мінімальна. Оцінимо, скільки разів якесь ребро (u, v) може стати критичним. Нехай це відбулося на ітерації {\displaystyle t_{1}}, а в наступній раз на ітерації {\displaystyle t_{2}}. Позначаючи через {\displaystyle D_{y}(t)} відстань від s до y на ітерації t, маємо:
{\displaystyle D_{v}(t_{1})=D_{u}(t_{1})+1}
{\displaystyle D_{v}(t_{2})=D_{u}(t_{2})+1}
Зауважимо, що на ітерації {\displaystyle t_{1}} критичне ребро зникає із залишкової мережі. Щоб до моменту ітерації {\displaystyle t_{2}}ребро (u, v) в ній знову з'явилося, необхідно, щоб на якійсь проміжній ітерації {\displaystyle t_{3}} був обраний збільшуючий шлях, що містить ребро (v, u).
Отже,
{\displaystyle D_{u}(t_{3})=D_{v}(t_{3})+1}
Використовуючи раніше доведену лемму, отримуємо:
{\displaystyle D_{v}(t_{2})=D_{u}(t_{2})+1\geq D_{u}(t_{3})+1=D_{v}(t_{3})+2\geq D_{v}(t_{1})+2}
Оскільки спочатку {\displaystyle D_{v}>0} (інакше v = s, але ребро, провідне в s, не може з'явитися на найкоротшому шляху з s в t), і завжди, коли {\displaystyle D_{v}}звичайно, воно менше V (найкоротший шлях не містить циклів, і, отже, містить менше V ребер), ребро може виявитися критичним не більше {\displaystyle {\frac {(V-1)-1}{2}}+1=V/2} раз. Оскільки кожен збільшуючий шлях містить хоча б одне критичне ребро, а всього ребер, які можуть колись стати критичними, {\displaystyle 2E}(всі ребра вихідної мережі і їм протилежні), то ми можемо збільшити шлях не більше EV раз. Отже, кількість ітерацій не перевищує O (EV), що потрібно було довести.

## Приклад
Нехай задана мережа з витоком у вершині {\displaystyle A} і стоком в вершині {\displaystyle G}. На малюнку парою {\displaystyle f/c} позначений потік по цьому ребру і його пропускна спроможність.

### Пошук в ширину
Опишемо пошук в ширину на першому кроці.
1. Черга складається з єдиної вершини A. Пройдена вершина A. Предків немає.
2. Черга полягає (від початку до кінця) з вершин B і D. Пройдені вершини A, B, D. Вершини B D мають предка А.
3. Черга складається з вершин D і C. Пройдені A, B, C, D. Вершини B, D мають предка А, вершина C — предка B.
4. Черга складається з вершин C, E, F. Пройдені A, B, C, D, E, F. Вершини B, D мають предка А, вершина C — предка B, вершини E, F — предка D.
5. Вершина C видаляється з черги: ребра з неї ведуть тільки у вже пройдені вершини .
6. Можна знайти ребро (E, G) і цикл зупиняється. У черзі вершини (F, G). Відвідані всі вершини . Вершини B, D мають предка А, вершина C — предка B, вершини E, F — предка D, вершина G — предка E.
7. Йдемо по предкам: G->E->D->A. Повертаємо пройдений шлях у зворотному порядку: А->D->E->G.

Зауважимо, що в чергу послідовно додавали вершини, досяжні з A рівно за 1 крок, рівно за 2 кроки, рівно за 3 кроки. Крім того, предком кожної вершини є вершина, досяжна з A рівно на 1 крок швидше.

### Основний алгоритм
| Пропускна здатність шляху | шлях |                         |
| --- | --- | ----------------------- |
| Пропускна здатність шляху | {\displaystyle \min(c_{f}(A,D),c_{f}(D,E),c_{f}(E,G))=} {\displaystyle \min(3-0,2-0,1-0)=} {\displaystyle \min(3,2,1)=1} | {\displaystyle A,D,E,G} |
| | {\displaystyle \min(c_{f}(A,D),c_{f}(D,E),c_{f}(E,G))=} {\displaystyle \min(3-0,2-0,1-0)=} {\displaystyle \min(3,2,1)=1} |                         |
| {\displaystyle \min(c_{f}(A,D),c_{f}(D,F),c_{f}(F,G))=} {\displaystyle \min(3-1,6-0,9-0)=} {\displaystyle \min(2,6,9)=2}                                                     | {\displaystyle A,D,F,G}                                                                                                  |                         |
| {\displaystyle \min(c_{f}(A,D),c_{f}(D,F),c_{f}(F,G))=} {\displaystyle \min(3-1,6-0,9-0)=} {\displaystyle \min(2,6,9)=2}                                                     | |                         |
| {\displaystyle \min(c_{f}(A,B),c_{f}(B,C),c_{f}(C,D),c_{f}(D,F),c_{f}(F,G))=} {\displaystyle \min(3-0,4-0,1-0,6-2,9-2)=} {\displaystyle \min(3,4,1,4,7)=1}                   | {\displaystyle A,B,C,D,F,G}                                                                                              |                         |
| {\displaystyle \min(c_{f}(A,B),c_{f}(B,C),c_{f}(C,D),c_{f}(D,F),c_{f}(F,G))=} {\displaystyle \min(3-0,4-0,1-0,6-2,9-2)=} {\displaystyle \min(3,4,1,4,7)=1}                   | |                         |
| {\displaystyle \min(c_{f}(A,B),c_{f}(B,C),c_{f}(C,E),c_{f}(E,D),c_{f}(D,F),c_{f}(F,G))=} {\displaystyle \min(3-1,4-1,2-0,0--1,6-3,9-3)=} {\displaystyle \min(2,3,2,1,3,6)=1} | {\displaystyle A,B,C,E,D,F,G}                                                                                            |                         |
| {\displaystyle \min(c_{f}(A,B),c_{f}(B,C),c_{f}(C,E),c_{f}(E,D),c_{f}(D,F),c_{f}(F,G))=} {\displaystyle \min(3-1,4-1,2-0,0--1,6-3,9-3)=} {\displaystyle \min(2,3,2,1,3,6)=1} | |                         |

Відзначимо, що в процесі виконання алгоритму довжини доповнюючих шляхів (на малюнках позначені червоним) не зменшуються. Це властивість виконується завдяки тому, що ми шукаємо найкоротший доповнюючий шлях.

## Алгоритм Дініца
Покращеною версією алгоритму Едмондса-Карпа є алгоритм Дініца, що вимагає {\displaystyle O(|V|^{2}|E|)} операцій.
Назвемо допоміжною безконтурною мережею графу G з джерелом s його підграф, що містить тільки такі ребра (u, v), для яких мінімальна відстань від s до v на одиницю більше мінімальної відстані від s до u.
Алгоритм Дініца:
- Будуємо мінімальну безконтурну мережу остаточного графу.

- Поки в мережі є шлях із s в t, виконати наступні кроки:
  - Знаходимо найкоротший шлях з s в t. Якщо його немає, вийти з циклу.
  - На знайденому шляху в остаточній мережі шукаємо ребро з мінімальною пропускною здатністю {\displaystyle c_{\min }}.
  - Для кожного ребра на знайденому шляху збільшуємо потік на {\displaystyle c_{\min }}, а в протилежному йому — зменшуємо на {\displaystyle c_{\min }}.
  - Видаляємо всі ребра, які досягли насичення.
  - Видаляємо всі глухі кути (тобто вершини, крім стоку, звідки не виходить ребер, і вершини, крім джерела, куди ребер не входить) разом з усіма інцидентними їм ребрами.
  - Повторюємо попередній крок, поки є що видаляти.
- Якщо знайдений потік ненульовий, додаємо його до загального потоку і повертаємося на крок 1.